# کونواتک
کونواتک (انگلیسی: ConvaTec) شرکت تجهیزات پزشکی بریتانیایی است، که در سال ۱۹۷۸ تأسیس شد.